# La Route de Los Angeles
 (octobre 2024).
Si vous disposez d'ouvrages ou d'articles de référence ou si vous connaissez des sites web de qualité traitant du thème abordé ici, merci de compléter l'article en donnant les références utiles à sa vérifiabilité et en les liant à la section « Notes et références ».
La Route de Los Angeles (titre original : The Road to Los Angeles) est un roman semi-autobiographique américain de John Fante. Si sa rédaction débute en 1933, il ne sera publié que de façon posthume en 1985, en raison de son contenu jugé trop provocant dans les années 1930.

## Présentation
Le personnage central parle de lui à la première personne. On ne peut pas affirmer que le récit est autobiographique, mais il reprend des éléments qui paraissent correspondre à ce qu’a pu vivre l’écrivain John Fante. D’autres ont été probablement inventés, comme l’épisode avec les crabes. Ce roman est incontestablement du genre semi-autobiographique. L’action se situe à Los Angeles, au XXe siècle, au début des années trente, après la grande dépression puisqu’il y est fait référence dans le roman.

## Résumé
Le héros, un jeune homme nommé Arturo Bandini, âgé de 18 ans et déscolarisé depuis deux ans déjà, est confronté à la vie active, au travail sans diplôme, on le voit ainsi successivement terrassier, puis vendeur dans un commerce,  tout en se réclamant d’une intellectualité qui paraît décalée par rapport à ce qu’il vit. Il se réfère souvent à Nietzsche, il oppose sans cesse ce qu’il lit  à cette vie de travailleur pauvre et sans idéal et, après avoir été renvoyé de son travail pour un vol de billet de 10 dollars, il va dans une succursale de la bibliothèque municipale de Los Angeles, où il a ses habitudes et où il est en extase devant la jeune bibliothécaire, miss Hopkins, qu’il souhaite rencontrer sans y parvenir.
De retour chez lui, il est confronté à sa mère et à sa sœur, et, comme sa mère lui reproche de s’enfermer dans un placard à vêtements pour y séduire des femmes sur papier glacé… il trouve sa revanche en se moquant avec violence de la religion catholique dans laquelle sa mère et sa sœur sont très investies.
Il finit par leur apprendre qu’il a perdu son travail, ce qui est une catastrophe car elles ont besoin de cet argent pour faire tourner cet étrange et conflictuel foyer de trois personnes. Pour se trouver une justification sociale, il dit qu’il est écrivain, idée qui lui a été soufflée par un barman, Jim, impressionné par le livre « Homme et surhomme » de Nietzsche, qu’il lisait au comptoir.
N’en pouvant plus de vivre dans cette atmosphère confinée où son oisiveté le met en accusation, il s’évade dans les parcs et en bord de mer, où il rencontre une colonie de crabes. Après avoir eu peur d’eux, une idée germe en lui : il va acheter un pistolet et les exterminer méthodiquement pour trouver un exutoire à ses malheurs professionnels et sociaux, et se prouver à lui-même qu’il est un héros indestructible et digne d’estime. Bandini ne manque pas également de trouver une symbolique politique à cette extermination de masse.
De retour chez lui, il y trouve son oncle Frank, venu à la demande de sa mère et de sa sœur, et qui lui fournit une lettre de recommandation pour travailler dans une conserverie de poisson. Bandini résiste un peu, car la conserverie est très éloignée de son idéal d’écrivain.
Une fois arrivé et difficilement embauché à l’étiquetage des conserves, Bandini est fortement incommodé par les odeurs de maquereau, et il ne cesse de vomir, ce qui déclenche l’hilarité des travailleurs philippins et mexicains.
Pour rétablir son honneur malmené auprès de ces ouvriers indélicats, il se pose de nouveau en écrivain. Mais cela ne suffit pas, il cherche sa vengeance : il abreuve alors d’insultes racistes un Philippin isolé aux toilettes, puis c’est au tour de 3 Mexicaines de subir le même traitement, tout en faisant référence au propre racisme dont il avait été victime étant plus jeune de la part d’autres enfants du fait de son origine italienne. Il constate qu’aucun des insultés ne réagit à ses imprécations racistes, et il tire de cette non réaction un goût de revanche triomphal qui le satisfait.
Après avoir réussi à s’insérer dans la chaîne d’étiquetage malgré l’odeur pestilentielle qui l’avait fait vomir à plusieurs reprises, et après avoir dû encore une fois subir les moqueries des ouvriers à propos de son fictif statut d’écrivain, il retourne chez lui.
Là, l’odeur qui l’accompagne fait frémir d’effroi sa mère et sa sœur, cette dernière allant jusqu’à vomir à son tour. Le conflit familial, qui avait eu jusque-là comme principal protagoniste sa mère, glisse sur sa jeune sœur, Mona, avec qui il s’affronte. Il fait mine de la gifler, sa main effleure son visage, puis il l’insulte une nouvelle fois à propos de sa religion, ce qui la laisse relativement indifférente, mais elle rétorque en le critiquant sur sa connaissance de la langue anglaise, ce qui le met hors de lui. Sa sœur finit par prendre sa chemise qui empeste le maquereau et la balance du haut de l’étage où ils habitent. Arturo Bandini va la chercher, et cette fois sa haine trouve une nouvelle cible : les femmes. Sa misogynie n’a plus de borne, il accuse les femmes d’être à l’origine de tous ses malheurs sociaux et personnels, il traite sa mère et sa sœur de « parasites », et va même s’enfermer dans la baignoire pour y mettre en pièce et noyer les photos des jeunes femmes dénudées à qui il faisait la cour dans son armoire à vêtements …  Comme pour les crabes, c’est en détruisant qu’il entend prouver qu’il est un héros, condition indispensable sans laquelle il ne pourra pas rétablir son honneur perdu.
Arturo Bandini, malgré l’échec du premier jour, continue d’aller à la conserverie, et il en ramène sans cesse cette pestilentielle odeur de poisson mort, qui le fait repérer dans la rue, fait fuir les gens assis non loin de lui au cinéma, distraction à laquelle il finit par renoncer. Il n’ose plus non plus aller à la bibliothèque, et il envoie alors sa sœur Mona à sa place ramener les livres de philosophe, Nietzsche, Spengler, Kant, par la lecture desquels il entend se prouver à lui-même qu’il n’est pas de la «populace », qu’il méprise et rejette.  « Ramène-moi des livres que la populace ne peut pas lire », dit-il d’ailleurs à sa sœur. 
Arturo finit par s’habituer à son travail, où il perd son hostilité envers les autres travailleurs, qu’il appelle des « copains », tout en disant également que face à la machine impitoyable qui rythmait leur vie professionnelle il n’y avait pas de différence de nationalité.
Arturo retourne à son travail, où sa pensée s'égare dans des idées folles ou dans son admiration pour les jeunes femmes milliardaires qu'il peut apercevoir de loin sur leur yacht dans la baie de Los Angeles. Mais Arturo a en lui un fond de haine toujours prêt à se réveiller et à agir. Sa nouvelle cible : Shorty Naylor, le contremaître qui l'a engagé. Soucieux de le provoquer, il l'insulte sur son nom, puis lui parle de Hitler et de sa Weltanschauung, dans le seul but de savourer l'ignorance de ce mot allemand par son supérieur. Shorty Naylor ne réagit pas face à la provocation d'Arturo, car seul le travail l'intéresse.
Naylor propose ensuite à Arturo de l’initier au chargement des caisses au moyen d’un diable. C’est Manuel, un ouvrier mexicain, qui va se charger de cet enseignement. Manuel est extrêmement pauvre, il éprouve de la pitié pour lui, et il l’incite alors à se révolter, à faire grève, ce que Manuel refuse, car il a peur de perdre son travail, alors qu’il a 3 enfants à nourrir.
Arturo, constamment à la recherche de son invincibilité, trouve que si Manuel parvient à charger 10 caisses au moyen d’un diable, alors lui, le grand Arturo,  doit pouvoir nécessairement faire mieux. Il place alors 12 caisses sur le diable, comme preuve de sa supériorité éclatante, mais lorsqu’il veut faire avancer le chargement toutes les caisses s’écroulent par terre en se fracassant.
Finalement, à la suite de l’intervention de Naylor, il ne tire plus que des diables avec 5 caisses. Arturo se justifie en lui rappelant qu’il est écrivain, qu’il n’a pas de qualification, d’où son échec permanent.
De retour chez lui le soir, il ne trouve personne. Il regrette d’avoir déchiré les photos des jeunes femmes qu’il courtisait dans l’armoire à vêtements, où il retourne d’ailleurs, à la recherche du bon vieux temps. Mais cette armoire a changé : la mère d’Arturo y a rangé les robes de sa sœur Mona, ce qui le contrarie fort, son passé n’est plus, ce qui le rend fort nostalgique. Il voudrait sortir toutes ces robes, mais il fléchit devant cette idée. Excédé et désespéré, il se mord le pouce jusqu’au sang, puis déchire une robe. En pleine crise, il essaie de prier, il s’adresse à Dieu, puis à Nietzsche, puis à Spengler, tous ces essais lui paraissent « nuls », et il finit par prier à lui-même.
Sur ce, sa sœur Mona rentre dans l’appartement, elle remarque son doigt ensanglanté, ce qui le fait fuir vers la salle de bain, où sa mégalomanie s’exprime une nouvelle fois devant la bague de mariage de sa mère: « Quand mon père a acheté cette bague, il ignorait certainement qu’elle symboliserait l’union de l’homme et de la femme qui seraient à l’origine de l’un des plus grands hommes du monde. »
Il revient vers le salon, et lit tranquillement avec sa sœur, jusqu’au retour de la mère. Il lui demande de l’argent, s’accroche avec sa sœur à propos de 15 cents, et invente un mensonge lorsque sa mère lui demande l’origine de sa blessure au pouce.
Alors que sa sœur change de position sur le canapé il remarque le livre qu’elle lit, le lui arrache des mains pour connaître le titre, et fait une crise en voyant l’auteur : « Kathleen Norris ». N’en pouvant plus, il déchire le livre en mille morceaux. Sa sœur regarde impuissante et impassible cette scène, elle fait juste remarquer que le livre appartient à la bibliothèque municipale et qu’il va devoir le rembourser.
Avec ses 15 cents, Arturo va chez Jim, le bar où il a ses habitudes. Il y complimente Jim pour ses qualités « Tu me plais parce que ton esprit a de l’envergure », il lui achète une bouteille de whisky pour 10 cents, veut lui donner les 5 cents restant en guise de pourboire. Jim refuse d’abord, mais finit par accepter à contrecœur sur l’insistance d’Arturo.
Une femme d’une trentaine d’années entre alors dans le bar pour acheter un paquet de cigarettes. Subjugué par cette femme, Arturo la suit dans Avalon boulevard. Son imagination une nouvelle fois surexcitée, il craint d’être arrêté par la police du fait de cette filature amoureuse, et s’invente toutes sortes de bonnes excuses pour être dehors tout seul. Puis il fantasme sur cette femme inconnue, il la considère comme sa femme. Il s’approche d’elle jusqu’à sa hauteur, il veut lui parler mais : « Je n’ai rien pu faire. Je n’ai même pas pu la regarder, car ma tête a refusé de pivoter sur son cou ».
Il s’enfuit alors en courant, s’imaginant être un champion de 800 mètres engagé dans une course officielle contre le champion hollandais Gooch. À la suite de cette course, il s’aperçoit qu’il a perdu la trace de cette femme. Il revient alors sur ses pas, et embrasse le mur sur lequel restait la trace de l’allumette qu’elle avait allumée en la frottant sur ce mur. Puis il repart piteusement, après s’être aperçu qu’un vieillard l’avait surpris dans ses bizarres embrassements muraux.
De retour chez lui, il se met au lit, mais il ne parvient pas à s’endormir. Une idée lui vient, il se lève, et va dans la cuisine, où il se met à écrire l’histoire d’un double, qui aurait comme nom d’Arthur Banning. Il s’idéalise en lui : il devient milliardaire, à tout ce qu’il veut, sauf la femme de sa vie. Arturo Bandini réalise qu’il écrit vite, ce qu’il veut, il écrit toute la nuit, sans dormir.
Le lendemain, il va à la conserverie malgré la fatigue, mais de retour il continue à écrire des pages et des pages. Les jours suivants, il écrit même à la conserverie, aux toilettes. Du fait de la fatigue, il se trompe fréquemment de bus, s’endort dedans, se retrouve à des kilomètres de la conserverie, arrive très en retard, tant et si bien qu’il doit justifier ses absences par des mensonges, telle que la maladie imaginaire de sa mère. Il se prend tellement au jeu de son mensonge qu’il en arrive à pleurer sincèrement devant son patron, Shorty Naylor. « J’étais stupéfait qu’un mensonge aussi éhonté pût me bouleverser à ce point » avoue-t-il.
Naylor compatit à sa douleur, et lui offre une semaine de congé payé, tout en lui montrant la photo de sa propre mère décédée de maladie.
Arturo continue à écrire tous les jours dans le parc, jusqu’à ce qu’il parvienne à finir son livre : le héros, lassé de conquêtes féminines sans lendemain et ne trouvant pas la femme de sa vie, finit par se suicider.
Arturo est ravi de son ouvrage, autant de la qualité que de la quantité : « 5 blocs. Soixante-neuf mille mots ».
Le lendemain, en revenant de son travail, il  surprend sa sœur en train de lire son manuscrit. Il s’attend à des compliments sur son livre qui est selon lui « poignant », mais c’est l’inverse qui se produit : « C’est niais, elle a dit. Complètement niais. C’est pas poignant, c’est gnangnan ».
Il s’ensuit une scène de dispute avec sa sœur, qui va jusqu’à la confrontation physique. Sa sœur Mona finit par lui lancer un vase à la tête, qui ne le blesse pas, mais qui casse le vase.
Peu après, sa mère rentre. Elle aussi a lu le livre, mais elle le trouve très bien, magnifique. Arturo ne la croit pas, il l’accuse de mentir, mais elle insiste, alors finalement Arturo est content et finit par l’embrasser, à la grande hilarité  de Mona qui retourne dans sa chambre.
Puis la mère reprend en détail les aventures amoureuses du héros du livre, et elle les critique les unes après les autres. Le héros aurait dû, selon elle, épouser une gentille et fidèle catholique, ce qui exaspère Arturo, qui éclate en imprécations anti-catholiques, et il repart s’isoler dans le salon, finalement déçu par l’appréciation finale de sa mère.
Après le dîner, Arturo relit le manuscrit dans la cuisine et trouve avec consternation que sa sœur à raison, que son livre est en effet niais, ce qui le met dans tous ses états. Il s’en prend une nouvelle fois à son pouce qu’il met en sang, et finit par faire parler des gens de lui à l’imparfait : Arturo Bandini était gentil avant, c’était un enfant modèle, très pieux, très catholique, mais après la mort de son père tout a changé,  les femmes lui ont fait tourner la tête, il les suivait dans la rue, c’est un gars dangereux, bon à être enfermé, un danger social…
Sur ce il entend sa mère et sa sœur parler dans la pièce voisine, la mère se plaint qu’ils n’ont pas assez d’argent pour vivre. Arturo se précipite dans la pièce voisine, et s’en prend à sa sœur, il l’accuse d’avoir trouvé son livre niais, et finit par lui donner un coup de poing au visage.  Sa mère le met dehors : « J’ai pris mon blouson et je suis sorti. Derrière moi, ma mère babillait. Mona gémissait. J’ai eu la certitude de ne plus jamais les revoir. Et j’en étais heureux. »
Arturo part ensuite à l’aventure dans les rues de Los Angeles. Il retrouve les lieux qu’il avait traversés lors de sa filature de la femme, reprend le cours de ses anciens fantasmes. Il repasse devant la boutique genre « mont de piété » où les bijoux sont rachetés, ce qui lui donne une idée. Il revient alors à son domicile, où il ne trouve personne. Il cherche alors la malle aux objets anciens, il y trouve d’anciens souvenirs photos, des carnets de note, et enfin ce qu’il cherchait : les bijoux de famille. Il les prend tous et va au mont de piété les revendre. Il en tire 110 dollars, puis va au bar de Jim. Il y exhibe son argent, en inventant une histoire : il est devenu communiste, et c’est le parti qui lui a envoyé cet argent.  Jim est effrayé par cette révélation inventée : « Il m’a considéré comme un pilleur de banque. » Jim lui devient de plus en plus hostile, Arturo lui achète deux magazines érotiques puis s’en va.
Il revient chez lui avec ses magazines mais son aversion pour les femmes lui revient : il jette au loin les magazines puis rentre chez lui.  Il ressort, va rechercher les magazines, er rentre de nouveau avec.  Mais une idée surgit, il va écrire un autre roman, meilleur que le premier, où les femmes incarneront le bonheur pour son héros.
Mais il se lasse vite : il prépare ses affaires, et écrit une lettre d’adieu à sa mère, y déclarant qu’il ne peut pas commencer une carrière d’écrivain en compagnie d’elle et de Mona.
Puis il s’en va prendre le train en partance pour une autre partie de Los Angeles, réfléchissant à son prochain roman.

## Thèmes
De par ses expériences et sa vie qu'il tente de faire changer, John Fante semble avoir sa place en tant que précurseur du mouvement beat. La route de Los Angeles, c'est l'écriture d'un "je" qui se cherche, tente de se trouver dans le départ d'une nouvelle carrière et destination. Un "je" qui prend de la distance avec lui-même en jouant sur son style tout au long du livre, un "je" qui ne se résout pas à la fatalité. Pourtant, si les héros de la Beat Generation fuient l'ordre établi et l'American way of life, Arturo Bandini, né aux États-Unis de parents immigrés, cherche maladroitement à y trouver sa place.

## Place dans l'œuvre de Fante
Premier roman écrit par Fante, La Route de Los Angeles est pourtant la dernière publication signée de l'auteur, parue à titre posthume en 1985. L'ouvrage fait partie de la tétralogie de romans où Fante fait évoluer son double, Arturo Bandini. Dans la chronologie, il se situe après Bandini qui relate l'enfance du héros et avant Demande à la poussière où Arturo Bandini vit à Los Angeles ses débuts d'écrivain.